# 물곰팡이
물곰팡이는 난균강의 물곰팡이목 또는 사프롤레그니아목(학명: Saprolegniales)에 속하는 곰팡이의 총칭이다. 또한 물곰팡이과 등을 포함하고 있다.
그리고 난균류는 물 속에 있는 죽은 동식물체에 생기며, 균사체가 발달되어 있어 그 균사 끝에 유주자낭이 생긴다. 유성 생식은 균사의 생란기에 장정기가 얽혀 정핵을 들여보냄으로써 수정하게 된다. 수정란에는 두꺼운 벽이 생겨 휴면하는 난포자가 되며, 이것이 감수 분열하여 싹이 트게 되면 발아관 끝이 유주자낭이 되어 다수의 유주자가 생긴다.

## 하위 과
- Ectrogellaceae
- Haliphthoraceae
- Leptolegniellaceae
- 물곰팡이과 (Saprolegniaceae)
- Thraustochytriales